# Echipa națională de fotbal a Gambiei
Echipa națională de fotbal a Gambiei reprezintă statul Gambia în fotbal și este controlată de Federația de Fotbal a Gambiei, forul ce guvernează fotbalul în Gambia. Până în 1965 era cunoscută ca Echipa națională de fotbal a Guineei Britanice. Nu s-a calificat la nici un turneu final.

## Campionate mondiale
- 1930 până în 1978 - nu a participat
- 1982 până în 1986 - nu s-a calificat
- 1990 - nu a participat
- 1994 - a renunțat
- 1998 până în 2010 - nu s-a calificat

## Cupa Africii
- 1957 până în 1974 - nu a participat
- 1976 - nu s-a calificat
- 1978 - nu a participat
- 1980 până în 1988 - nu s-a calificat
- 1990 - a renunțat
- 1992 - nu s-a calificat
- 1994 - nu a participat
- 1996 - a renunțat în timpul calificărilor
- 1998 - Suspendată pentru retragerea din 1996
- 2000 - a renunțat
- 2002 până în 2010 - nu s-a calificat

## Lotul actual
| Post     | Nume              | Data nașterii | Club                 |
| -------- | ----------------- | ------------- | -------------------- |
| Portar   | Christopher Allen | 19.12.1989    | Gamtel FC            |
| Portar   | Bala Musa Bajaha  | 25.11.1976    | Viksjo               |
| Portar   | Joseph Gómez      | 25.12.1987    | Wallidan Banjul      |
| Fundaș   | Lamin Conateh     | 01.10.1981    | Assyriska Föreningen |
| Fundaș   | Abdou Jammeh      | 13.02.1986    | Torpedo Moskva       |
| Fundaș   | Pa Saikou Kujabi  | 10.12.1986    | FSV Frankfurt        |
| Mijlocaș | Tijan Jaiteh      | 31.12.1988    | Brann Bergen         |
| Mijlocaș | Mustapha Jarju    | 18.07.1986    | Lierse SK            |
| Mijlocaș | Ousman Koli       | 18.10.1988    | Steve Biko FC        |
| Mijlocaș | Matthew Mendy     | 13.06.1983    | KFC Uerdingen 05     |
| Mijlocaș | Ebou Sillah       | 12.04.1980    | MVV Maastricht       |
| Mijlocaș | Ebrima Sohna      | 14.12.1988    | Sandefjord           |
| Atacant  | Njogu Demba-Nyrén | 26.06.1979    | Brann Bergen         |
| Atacant  | Pa Modou Jagne    | 26.12.1989    | FC St. Gallen        |
| Atacant  | Ousman Jallow     | 21.10.1988    | Al Ain Club          |
| Atacant  | Omar Koroma       | 22.10.1989    | Norwich City         |
| Atacant  | Aziz Corr Nyang   | 27.08.1984    | Assyriska Föreningen |
| Atacant  | Cherno Samba      | 10.01.1985    | FC Haka              |
| Atacant  | Ebrahim Savaneh   | 07.09.1986    | KSK Beveren          |